# 伊路巴博地区
伊路巴博地区（Illubabor Zone），地名，非洲國家衣索比亞西境一區，與蘇丹比鄰。伊路巴博面積16,555.36平方公里，人口達到1,197,156，該地區是該國少數可耕作無虞的農地。